# Selecto Chedraui
Selecto Chedraui, estilizado como Selecto, es un formato de tienda, propiedad de Grupo Comercial Chedraui, creado a finales de 2011, debido a la alta demanda al consumidor en diferentes colonias con mayor poder adquisitivo, zonas como Polanco, Interlomas y Santa Fe en la Ciudad de México.

## Historia
El formato de Selecto Chedraui fue creado en el año 2011, con el fin de que Chedraui incursionara con un nuevo estilo de tienda y de incrementar sus ventas en algunas zonas del país que cuentan con un alto potencial económico, luego de la creación de Super Che al sur de México, por lo que en el centro de México sólo había tiendas en formato Chedraui, aún luego de la compra de Carrefour México, por lo que también debido al alto crecimiento de este estilo de tienda gourmet y premium, conceptos como Fresko y City Market (en ese entonces propiedad de Comercial Mexicana), además de Superama de Walmart de México ya lideraban este mercado, en zonas económicamente más altas de la Ciudad de México.
La primera sucursal de Chedraui transformada al concepto Selecto fue la ubicación de Interlomas, durante marzo de 2011 Selecto Chedraui Interlomas, posteriormente le siguieron las ubicaciones de Polanco y Universidad (Selecto Chedraui Polanco y Selecto Chedraui Universidad), durante comienzos de 2012, así como las tiendas de Acueducto Zapopan en Guadalajara, Jalisco y Mérida, Yucatán, ubicaciones que anteriormente eran de Carrefour México, las cuales eran de mayor tamaño, por lo cual a esto también surge este formato Selecto, así como una remodelación a las tiendas, añadiendo nuevas secciones y nuevos productos importados. 
En septiembre de 2011 abre la sucursal Selecto Chedraui Acapulco Diamante en el municipio de Acapulco, Guerrero, la primera tienda abierta e inaugurada bajo este concepto fue de la Ciudad de México y zona conurbada respectivamente, con una superficie de venta de 7,640m2, en la zona de Xalapa, Veracruz la tienda Chedraui se convierte al formato Selecto en 2012, luego de su expansión con este formato, cada vez más tiendas Chedraui se convierten a Selecto, como también a las sucursales de Villahermosa, Tabasco durante el mismo año y en Cancún, Quintana Roo, hasta el año 2017.
La primera sucursal construida en este formato, específicamente en la Ciudad de México fue Selecto Chedraui Santa Fe, desde 2012 inicia su construcción, inaugurada el 18 de septiembre de 2013, con una cantidad de mil 500m2  y una inversión de aproximadamente 500 millones de pesos, siendo la inversión más alta del formato Selecto, dicho lugar está ubicado en lo que era anteriormente un complejo de cines de la cadena Cinemex, la tienda Selecto ubicada en el Centro Comercial Santa Fe, en Ciudad de México. En Toreo de Cuatro Caminos se empieza con la construcción del nuevo Centro Comercial denominado Toreo Parque Central, durante los años 2012- 2014, el día 23 de abril de 2015 se inaugura la tienda Selecto Chedraui Toreoen el Estado de México, con un piso de venta promedio a los 9,000m2. El 29 de septiembre del mismo año, abre la ubicación Selecto Chedraui Angelópolis en la zona de Angelópolis, Puebla, la cual contó con una inversión superior a los 200 millones de pesos,inaugurada por el entonces gobernador de Puebla Rafael Moreno Valle.  
El 1.º de marzo de 2017 abre la nueva sucursal Selecto Chedraui Fortuna, en la plaza comercial Encuentro Fortuna, en Lindavista, en la Ciudad de México, en el estado de Baja California, fue inaugurada la sucursal Selecto Chedraui Los Cabos, por el presidente municipal Arturo De la Rosa Escalante, la tienda cuenta un piso de venta de 7,000m2.A finales del 2018 se inaugura la sucursal Selecto Chedraui San Jerónimo en la alcaldía Coyoacán, Ciudad de México. En 2019 se inaugura la tienda Selecto Chedraui Plaza México en Guadalajara, Jalisco (anteriormente era una tienda Walmart), cuenta con un piso de venta de 8,700m2, más una zona de comida con juegos, El 27 de mayo de 2020 abre la nueva sucursal Selecto Chedraui Aguascalientes, luego de inaugurarse durante la Pandemia de COVID-19 en México.
El 29 de octubre de 2021 abre su sexta tienda, esta vez bajo el concepto Selecto llamada Selecto Chedraui Centro Sur, en la ciudad de Querétaro, Querétaro en zona sur, inaugurada por el gobernador del estado, Mauricio Kuri González.Dicha sucursal es la reconversión de la tienda Chedraui Querétaro, (que anteriormente era Carrefour). El 6 de noviembre de 2023 reabre la ubicación de Acapulco Diamante, luego de la pérdida por el Huracán Otis, provocado en las playas de Acapulco.

### Concepto de tienda
El formato está dirigido a estratos demográficos con mayor poder adquisitivo, bajo un mismo piso de venta promedio a los 7,000m2, ofrece tanto productos como abarrotes, frutas y verduras, electrónica, hogar, panadería, pastelería, farmacia, vinos y licores, también ofrece algunos productos orgánicos, especialmente kosher, gurmé y en general con mayor valor agregado, además, gran parte de las tiendas cuenta con una área de comida tanto comida sencilla como comida de diferentes estilos como paella o sushi principalmente. 

### Competidores
Compite con La Comer, Fresko y City Market de Grupo La Comer, Soriana Híper y Soriana Súper de Tiendas Soriana, las tiendas de nombre Walmart de Walmart de México y Centroamérica, en algunas zonas del país compite con H-E-B y Casa Ley.

### Reconversión de sucursales Chedraui
En un inicio, el formato Selecto fue creado con el fin de incrementar sus ventas y también debido a la alta demanda, por lo que últimamente algunas sucursales se están transformando al formato Selecto. Sucursales de Chedraui como Tulum, Metepec, Mundo E, Coapa y Cancún, Kabah fueron transformadas y remodeladas al formato Selecto durante el año 2022, debido a la alta incrementación económica de la zona.

### Polémica
Desde a finales de marzo de 2023 surgió el rumor de que la sucursal Chedraui Tampico Plaza Crystal sería reemplazada por el concepto Selecto Chedraui, así como el nuevo diseño y remodelación de la misma tienda junto a la zona comercial, por lo que dicho acontecimiento jamás se concretó y quedó solamente como un proyecto, debido a un desacuerdo entre locatarios de "Plaza Crystal" y la empresa comercial Chedraui no se llegó a un acuerdo mutuo sobre la posición y remodelación del área comercial de Tamaulipas. A lo que la fecha del miércoles 31 de enero de 2024 terminó operaciones la tienda Chedraui Tampico Plaza Crystal, con un día lleno de descuentos en áreas como electrónica, línea blanca, juguetería y artículos del hogar, más no hubo descuentos en la zona de abarrotes y comestibles.Posteriormente a esto, el proyecto Selecto fue removido de la zona, específicamente al sur de Tamaulipas. pero a principios de 2025 por el mes de febrero se da un comunicado la reinauguración de Chedraui Plaza Crystal pero en Modalidad Selecto

## Formatos Selecto
Desde la creación del formato Selecto surgen estilos de tiendas como: 
Selecto Super Chedraui: Formato creado a principios de 2012, específicamente en zonas de alto poder adquisitivo, es la combinación de un formato Súper Chedraui y Selecto Chedraui, cuentan con un piso de venta promedio a los 2,210m2, abre su primera tienda en Santa Fe, Ciudad de México en Plaza Samara. En estos últimos años desde 2022, este concepto de tienda se ha instalado en diferentes sucursales de la tienda departamental Sears, adquiriendo una pequeña parte de la tienda. Compite con Fresko y City Market de Grupo La Comer.
Selecto Supercito Chedraui: Formato creado en 2022, con el fin de llegar a la población de zonas residenciales con mayor poder adquisitivo,es la combinación de un formato Súpercito Chedraui y Selecto Chedraui, cuenta con un piso de venta promedio de 250m2, ubicadas en zonas de prestigio como Polanco y/o Lomas de Chapultepec, abre su primera sucursal en Lomas Country, en municipio de Naucalpan de Juárez en residencial Los Arcos, Estado de México. Compite con Soriana Súper de Tiendas Soriana, Sumesa de Grupo La Comer, y Walmart Express de Walmart de México y Centroamérica.